# دربند (نقدة)
دربند هي قرية في مقاطعة نقدة، إيران. يقدر عدد سكانها بـ 179 نسمة بحسب إحصاء 2016.